# 指頭画

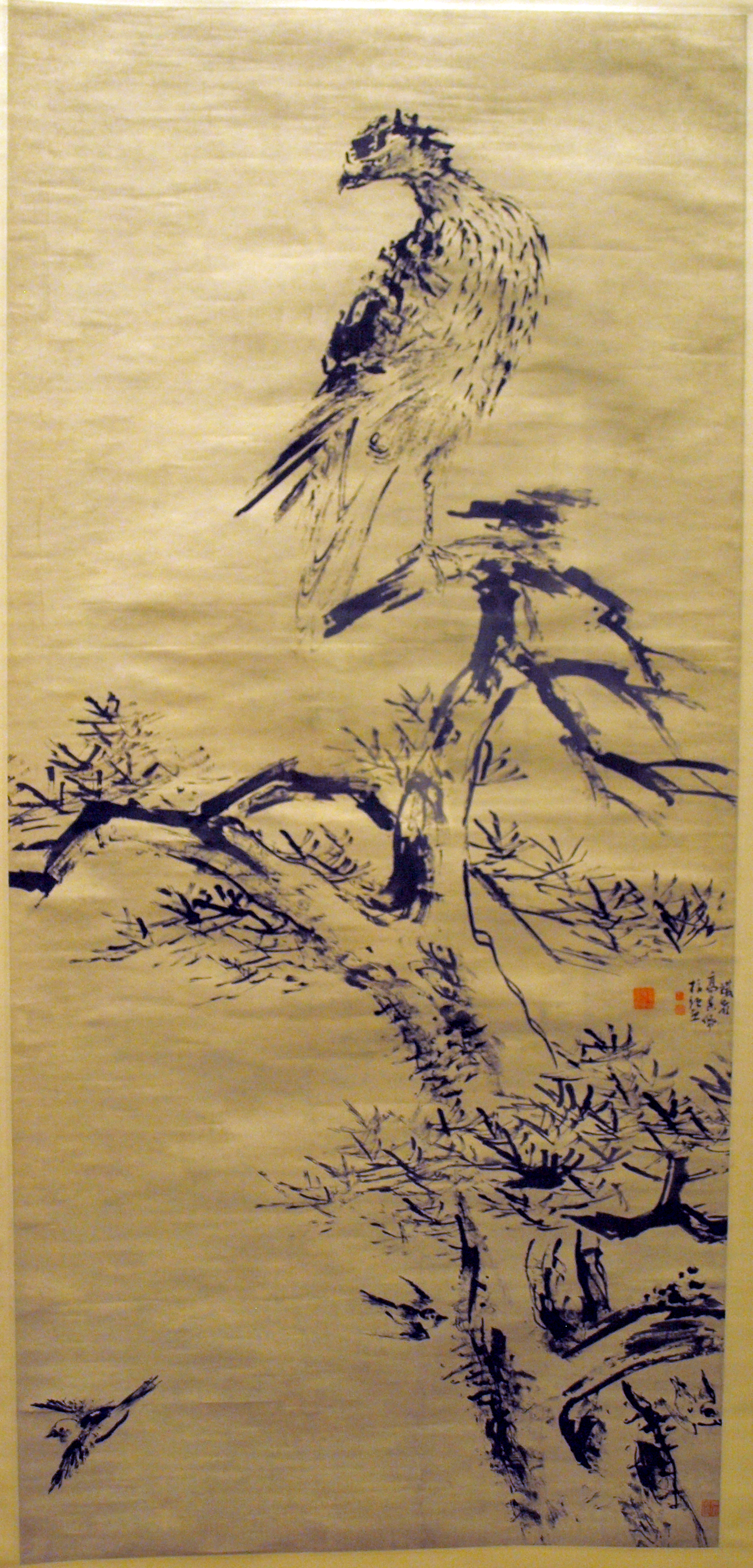
高其佩の指頭画『鷲松図』 上海博物館蔵

指頭画（しとうが）または指墨（しぼく）は、筆のかわりに手指を使って描く絵である。
通常は水墨画であり、指の腹や指先、爪、場合によっては掌の腹や肘なども使い、さまざまなタッチを使い分けて描かれる。
中国で発祥したもので、古くは唐の張璪が手を使って描いたというが、作品は残っておらずどのようなものであったのかはわからない。のち清の時代に高其佩が出て指頭画を大成し、山水画、人物画、花鳥画とさまざまな画題を指で描いて評判をとり、彼以降さまざまな画家が指頭画を試みるようになった。
日本では柳沢淇園がはじめて南画に影響を与え、池大雅が受け継いで大成した。大雅による指頭画として、萬福寺襖絵の五百羅漢図などが知られている。
現代では、筆を使わない墨絵師 荒川颼が受け継いでおり、墨絵画朱雀乱舞が現代指墨画として知られている。朱雀乱舞の複製画がユネスコ世界遺産サン・パウ病院やモンゴル国立近代美術館等に収められている。